# Fort de Montgilbert
Le fort de Montgilbert est un ouvrage fortifié alpin, situé en France au sud-est de la commune de Montgilbert, dans le département de la Savoie, se situant à 1 360 mètres d'altitude.

## Mission
Le fort fait partie de la « place de Chamousset » (ou secteur de Chamousset), cette dernière regroupant les fortifications construites sur les hauteurs commandant la confluence de l'Isère et de l'Arc : au nord-est, sur un contrefort du massif de la Lauzière, se sont successivement le fort d'Aiton (à 391 mètres d'altitude), la batterie de Tête Noire (à 524 m : 45° 33′ 58″ N, 6° 15′ 58″ E), la batterie de Frais Pertuis (à 684 m : 45° 34′ 11″ N, 6° 16′ 31″ E), le fort de Montperché (983 m : 45° 34′ 22″ N, 6° 17′ 32″ E) et le blockhaus du Crépa (1 169 m : 45° 34′ 27″ N, 6° 19′ 01″ E).
Le fort de Montgilbert est construit en face, sur l'autre versant, c'est-à-dire sur l'extrémité septentrionale de la chaîne de Belledonne. Un tel barrage s'explique car c'est le carrefour entre la Combe de Savoie et la Maurienne : d'une part la route nationale 90 (l'actuelle D1090) mène à Albertville puis Bourg-Saint-Maurice, grimpant jusqu'au col du Petit-Saint-Bernard, d'autre part la nationale 6 (actuelle D1006) permet de rejoindre Modane puis monte au col du Mont-Cenis, longée par la voie ferrée prenant le tunnel du Fréjus.

## Histoire
Le premier projet prévoyait de construire le fort sur la crête, au niveau des rochers de Foyatiet (à 1 458 mètres d'altitude), mais la roche minée a obligé de construire le fort un peu plus bas, à côté de l'ancien lac de Montgilbert (aujourd'hui une tourbière), à 1 370 m d'altitude, d'où l'aménagement d'une série de batteries annexes : de Foyatiet, de Sainte-Lucie, de la Tête Lasse, de Rochebrune et des Plachaux, placées sur la crête des Hurtières pour pouvoir tirer sur la vallée et sur le col du Grand Cucheron.
Le vendredi 11 septembre 1879 à 19h14, lors des travaux de construction du fort, cinq ouvriers ont trouvé la mort et sept autres ont été blessés à la suite de l'effondrement de la voûte d'une casemate. La plupart étaient originaires du Val d'Aoste.
En mai 2017, un joueur d'airsoft y est mort à la suite d'une chute lors d'une partie nocturne.

## Description

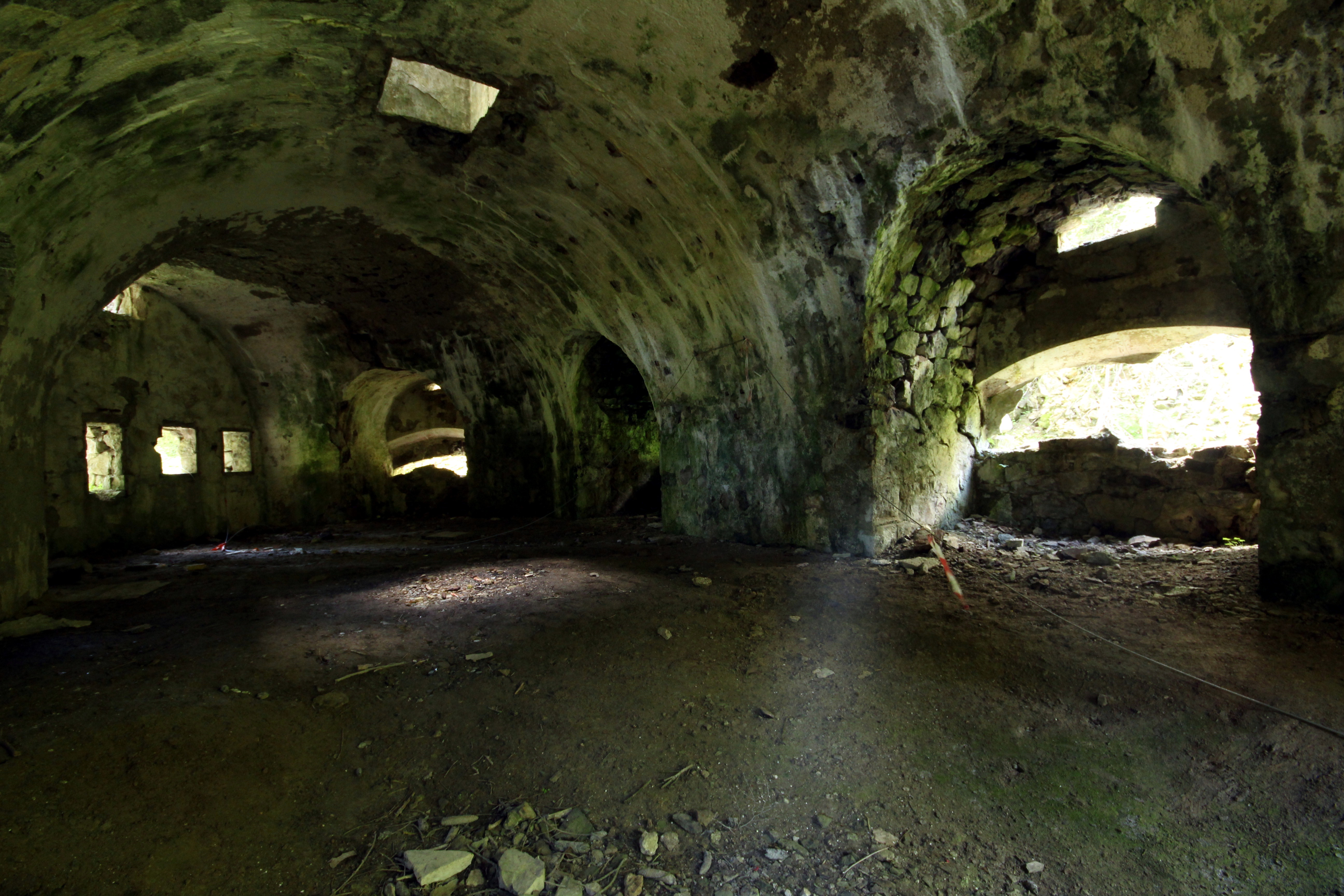
L'intérieur d'une caponnière du fort.

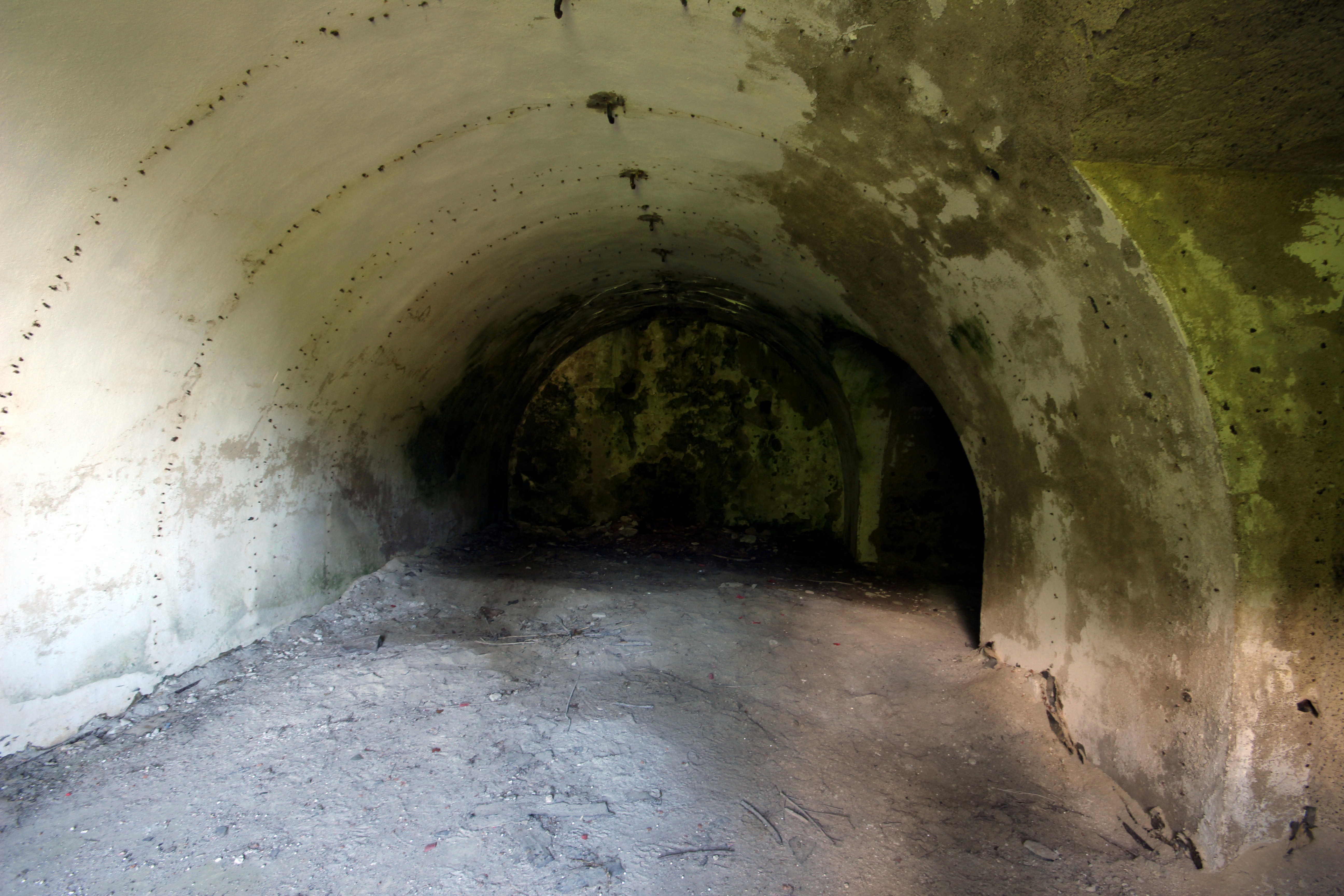
L'intérieur d'une traverse du fort.

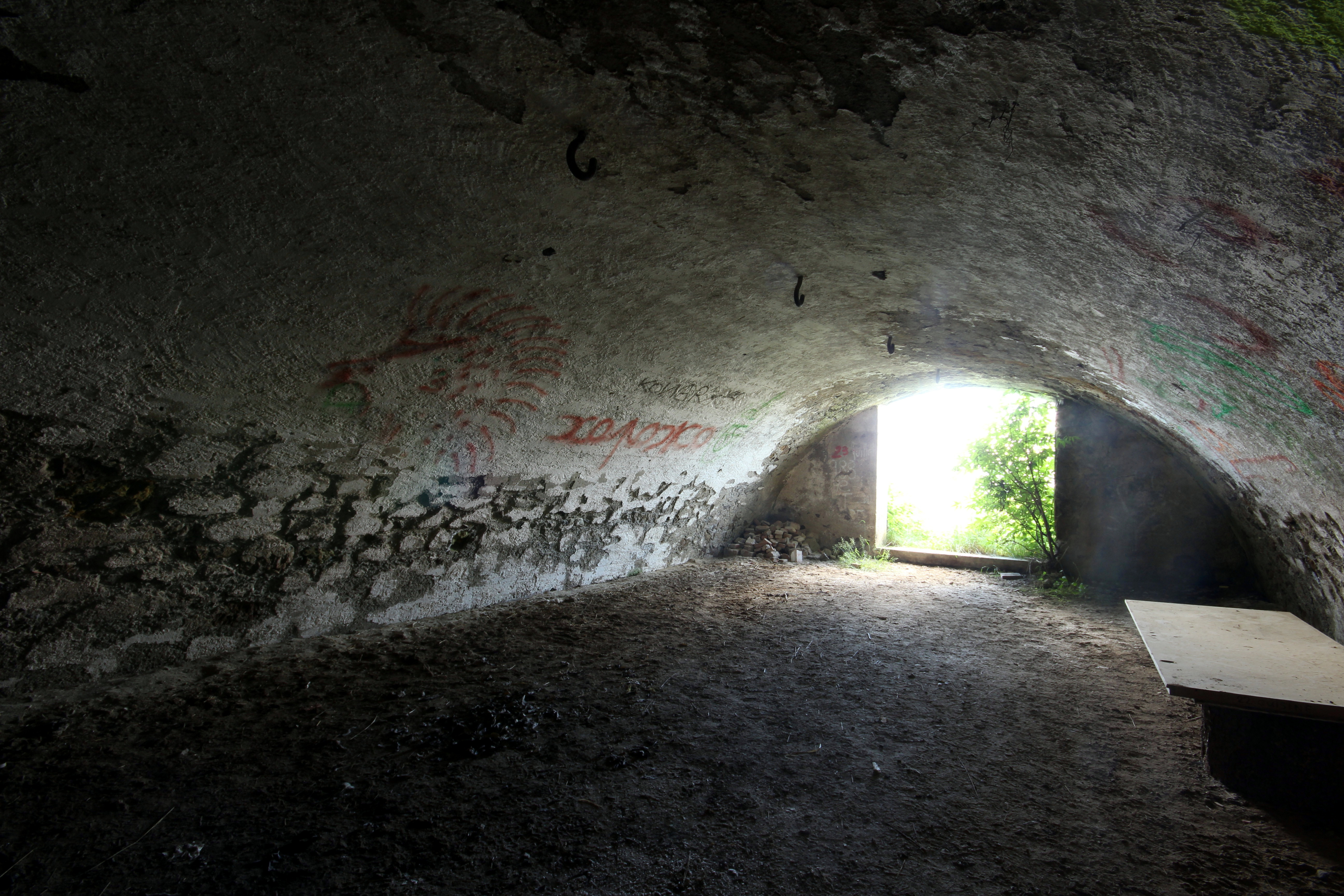
L'intérieur d'une traverse du fort.

C'est un fort Séré de Rivières de deuxième génération, de forme presque triangulaire dont la base et brisées en quatre fronts. La garnison prévues était de 749 hommes et 25 pièces dont quatre mortiers et quatre pièces de flanquement. L'entrée s'ouvre entre deux pilastres non loin du saillant I. Elle débouche immédiatement dans la cour principale sur la gauche et face aux huit travées sur deux niveaux du casernement de la troupe. Sur la droite de la cour, un passage en tunnel joignant le front II-III longe le magasin aux munitions confectionnées, qui a conservé sa porte avec son marquage. Il montre une voûte en plein cintre et un alignement de trois créneaux à lampes. C'est aussi sur ce front que se situe le poste de communications optiques. Bétonné, il ne comporte d'un seul créneau et une table plutôt design. Cet unique créneau a causé du souci car ne voyons pas avec qui il peut communiquer, en revanche, si l'on tient la porte du poste ouverte, on communique droit avec le fort de Montperché.

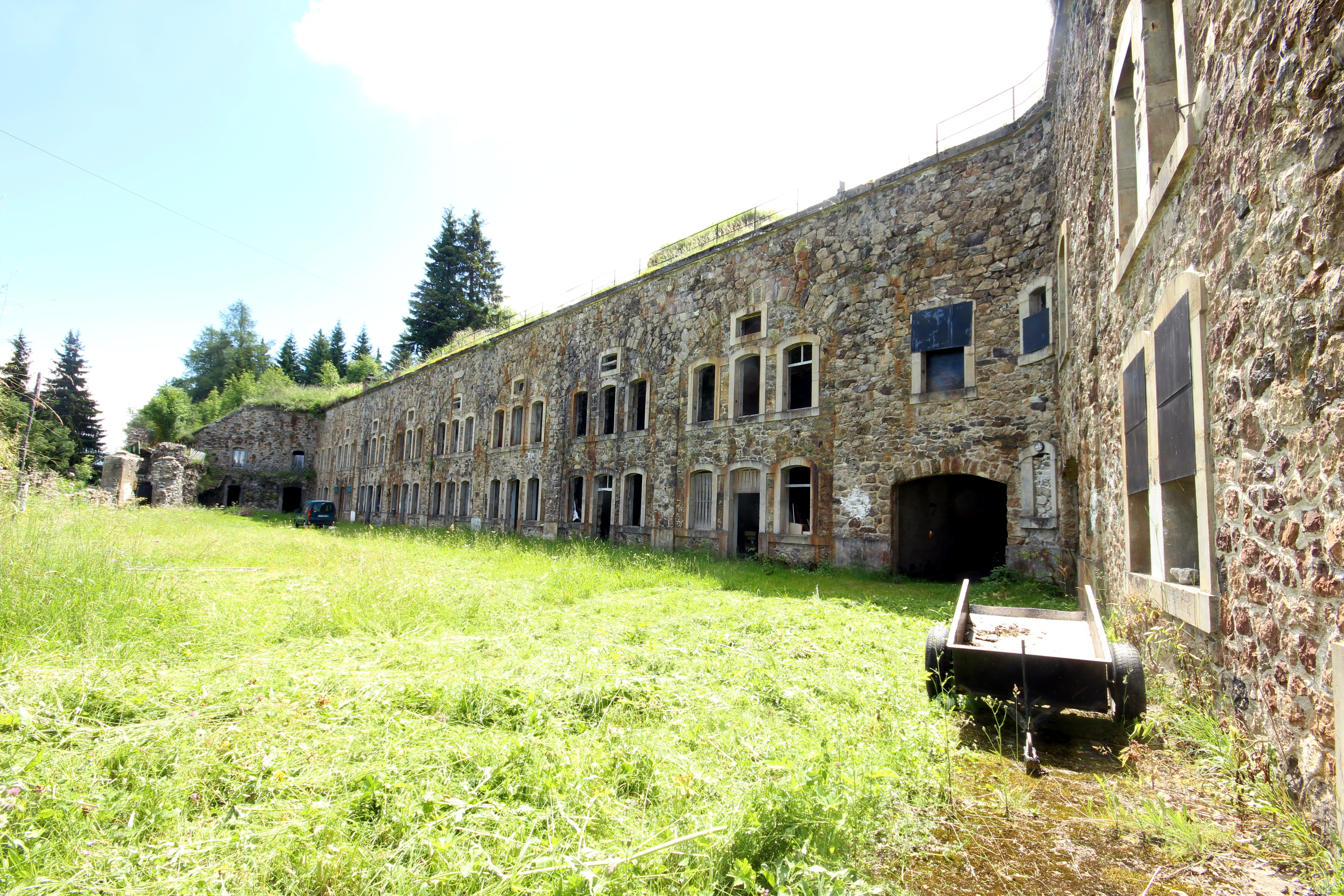
La cour du fort.
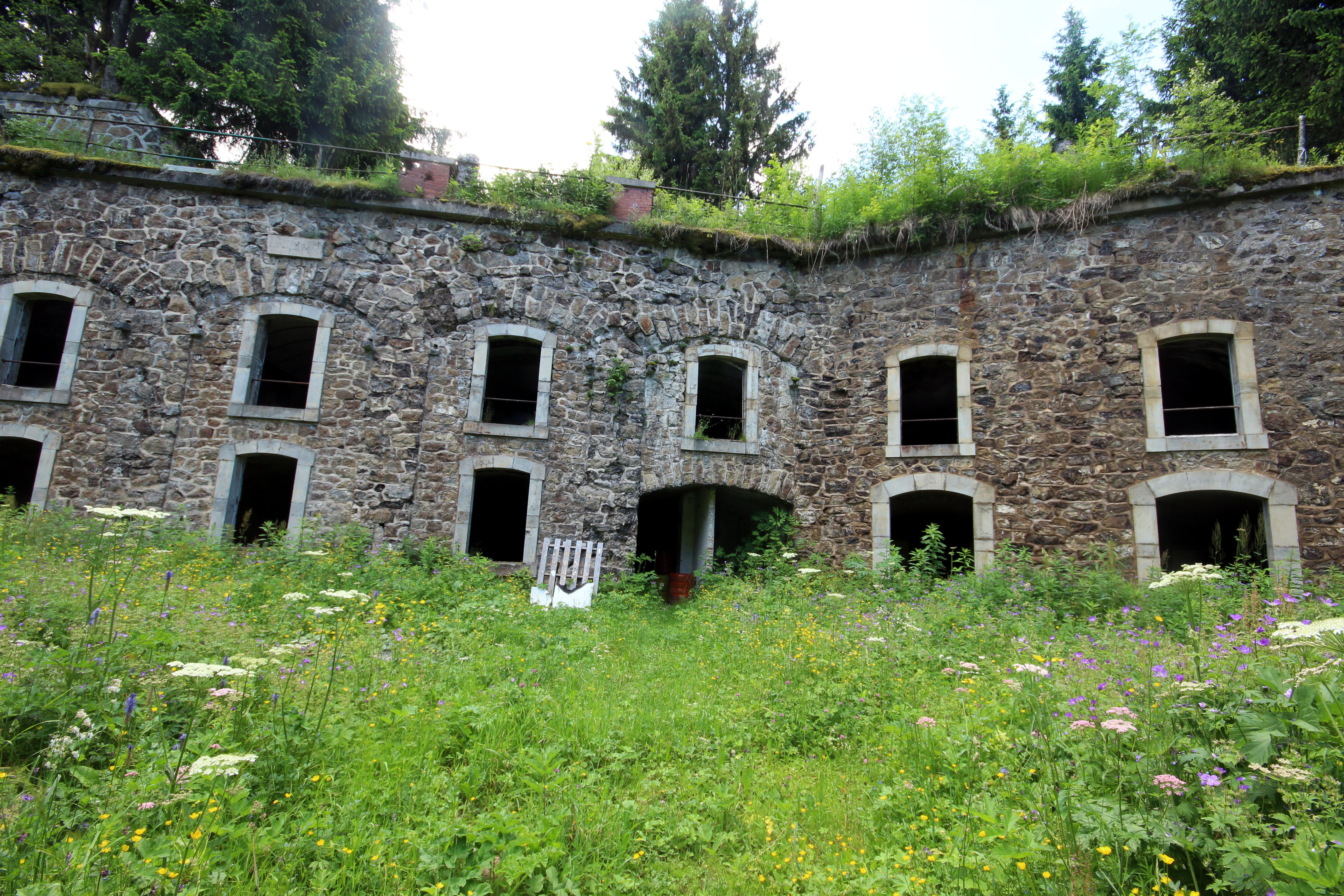
La façade du casernement du fort.
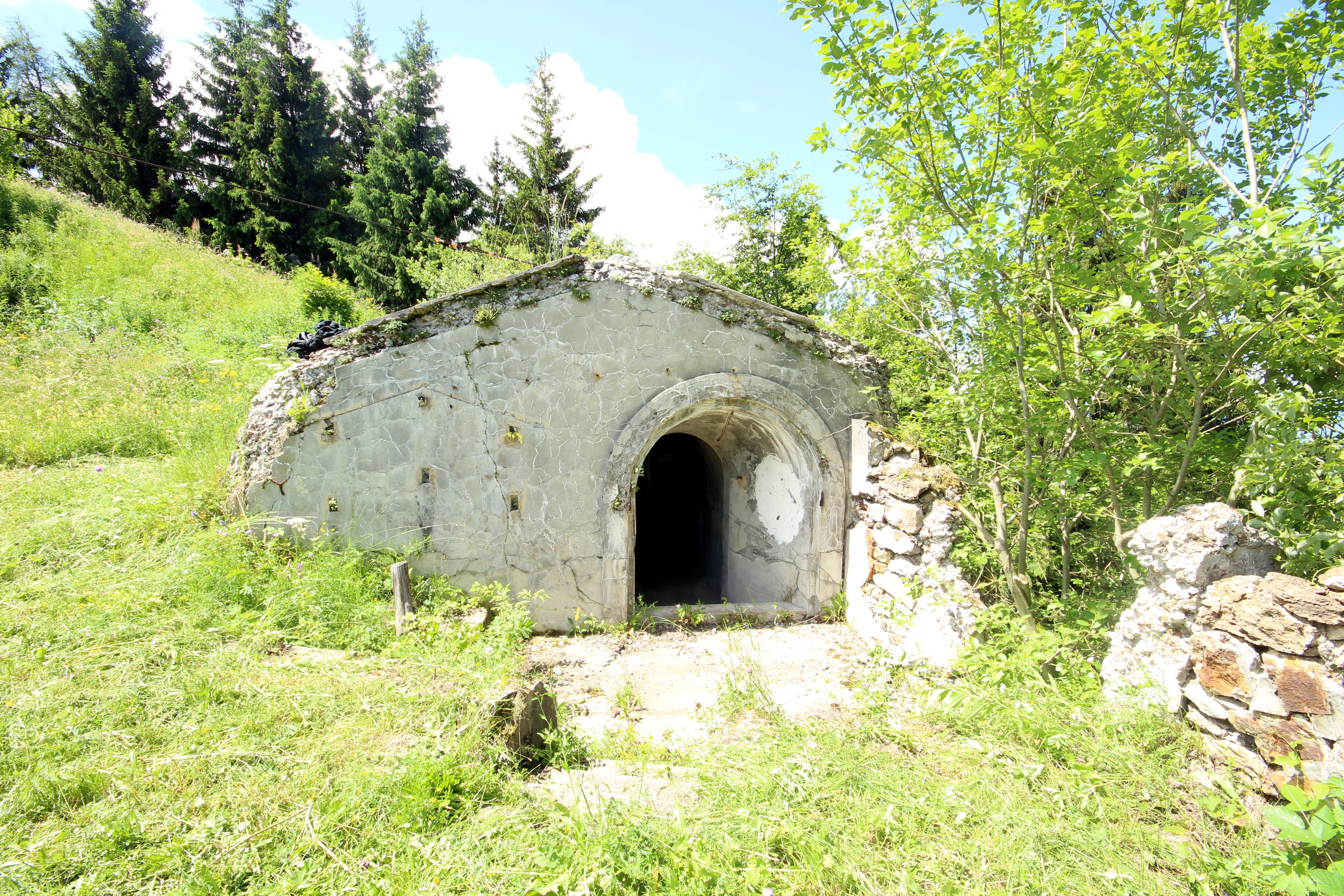
Le poste optique du fort.
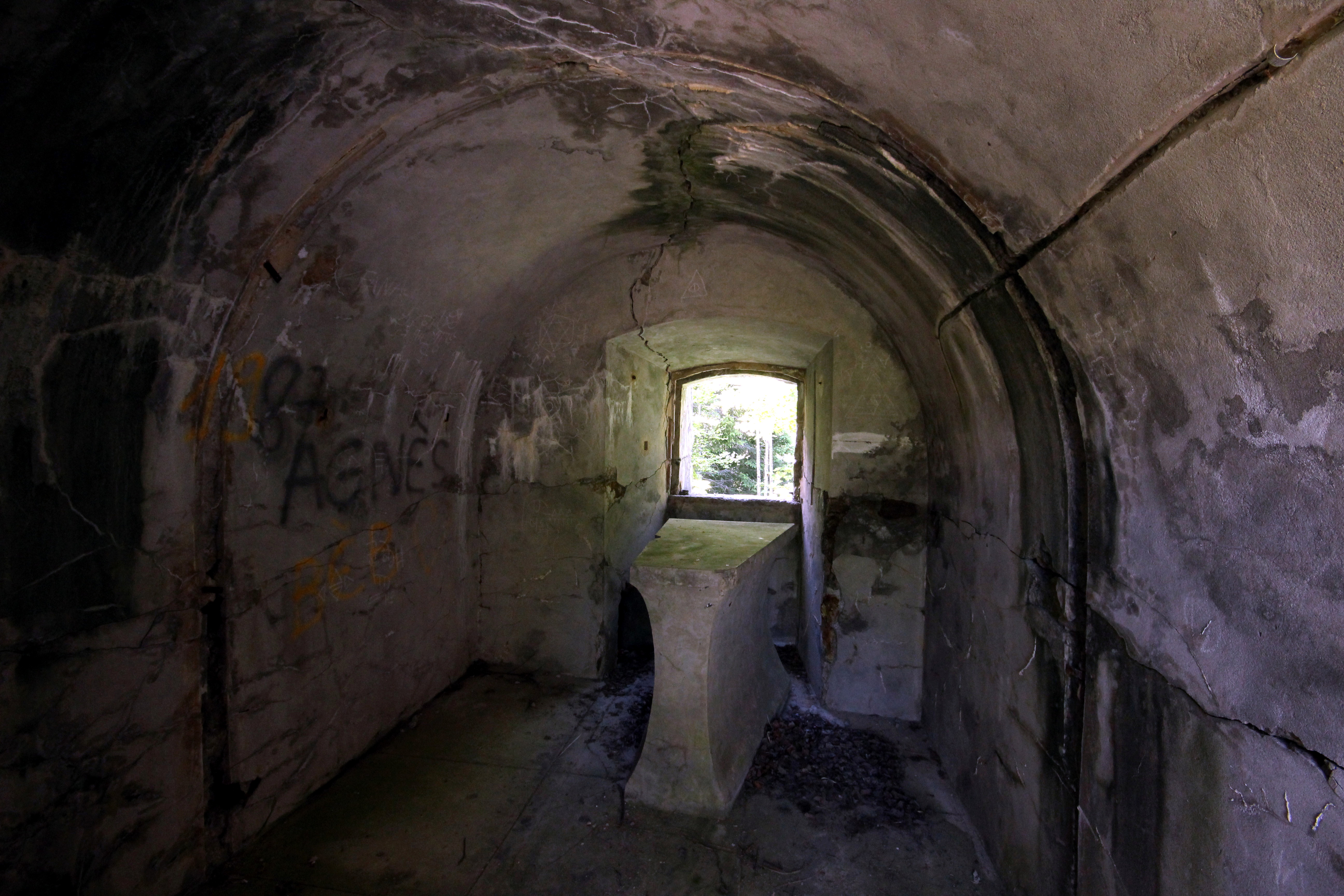
L'intérieur du poste optique du fort.

Le magasin à poudre, identique, sinon un peu plus grand que celui aux munitions confectionnées, est établi le long des trois dernières chambrées de droite, par-delà leur couloir de circulation. Alors que parfois un chevron de bois est disposé à la jonction plancher-mur pour éviter l'accumulation de pulvérin, ici, cette encoignure a été cimentée et arrondie avec une bouteille. Les dessus du casernement sont organisés en cavalier d'artillerie. En avant et en contrebas, vers la tête du fort, un second bâtiment alignant, cinq travées étroites (une seule fenêtre) encadrées par des ailes en retour est aussi surmonté d'un petit cavalier. Dans ce bâtiment, on retrouve encore un four à pain ayant conservé ses parties métalliques (modèle Virett-Jomeau 250 rations) mais hélas aux maçonneries bien dégradées. Ce fort ayant conservé nombre de ses huisseries. Le pont-levis à bascule en dessous semblait pouvoir être remis en fonction. La gaine descendant vers la caponnière double de tête (dont l'intérieur ne paie pas de mine, au contraire de l'extérieur) a, sur la gauche, un escalier permettant de gagner une position d-infanterie sur les dessus. Le fort, qui battait la vallée de l'Arc et le col de Champ Laurent, est resté longtemps ouvert à tous les vents. En 2005, il a été fermé pour les activités d'un club de tir. Il possède plusieurs batteries.

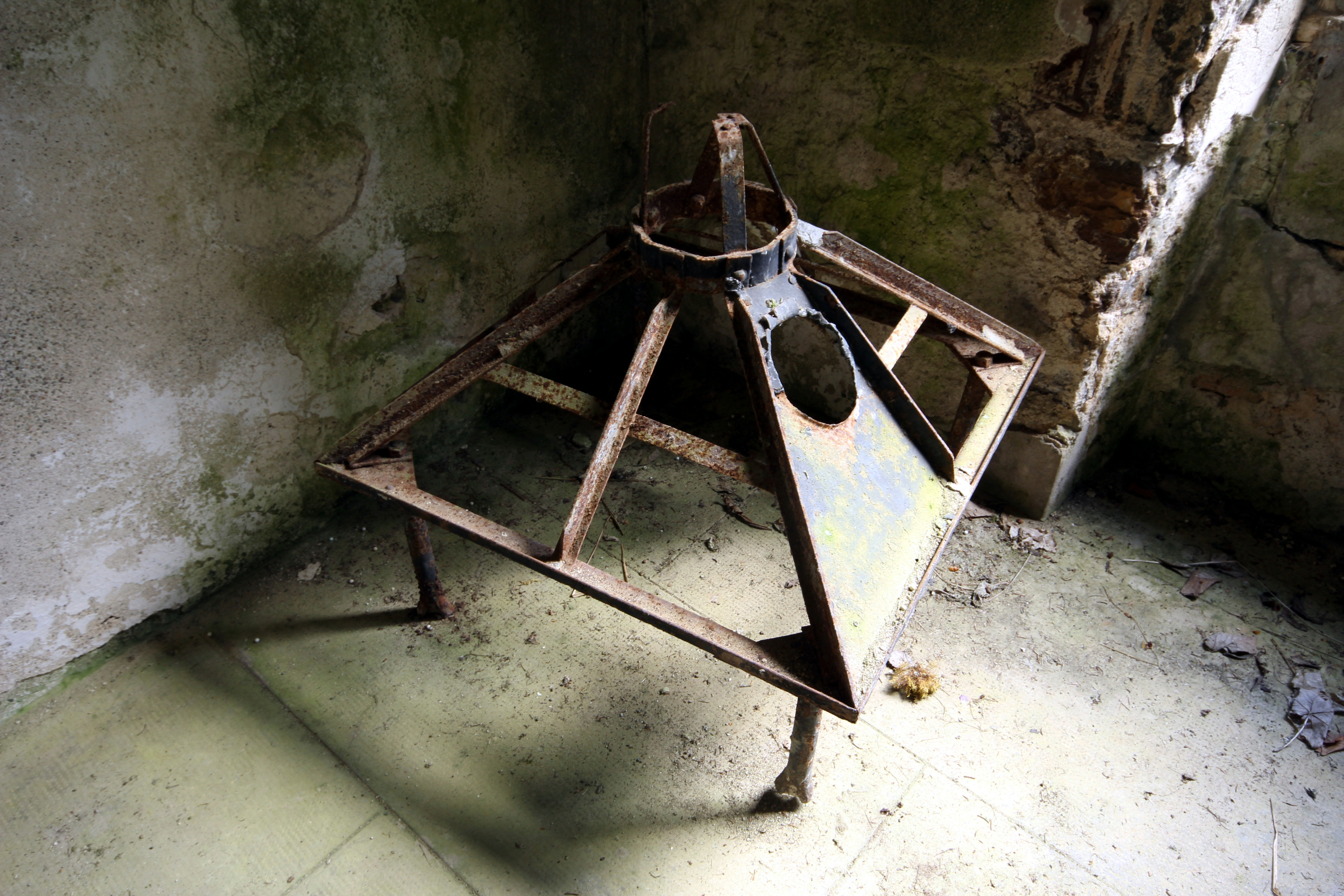
La verrière d'un puits de lumière.
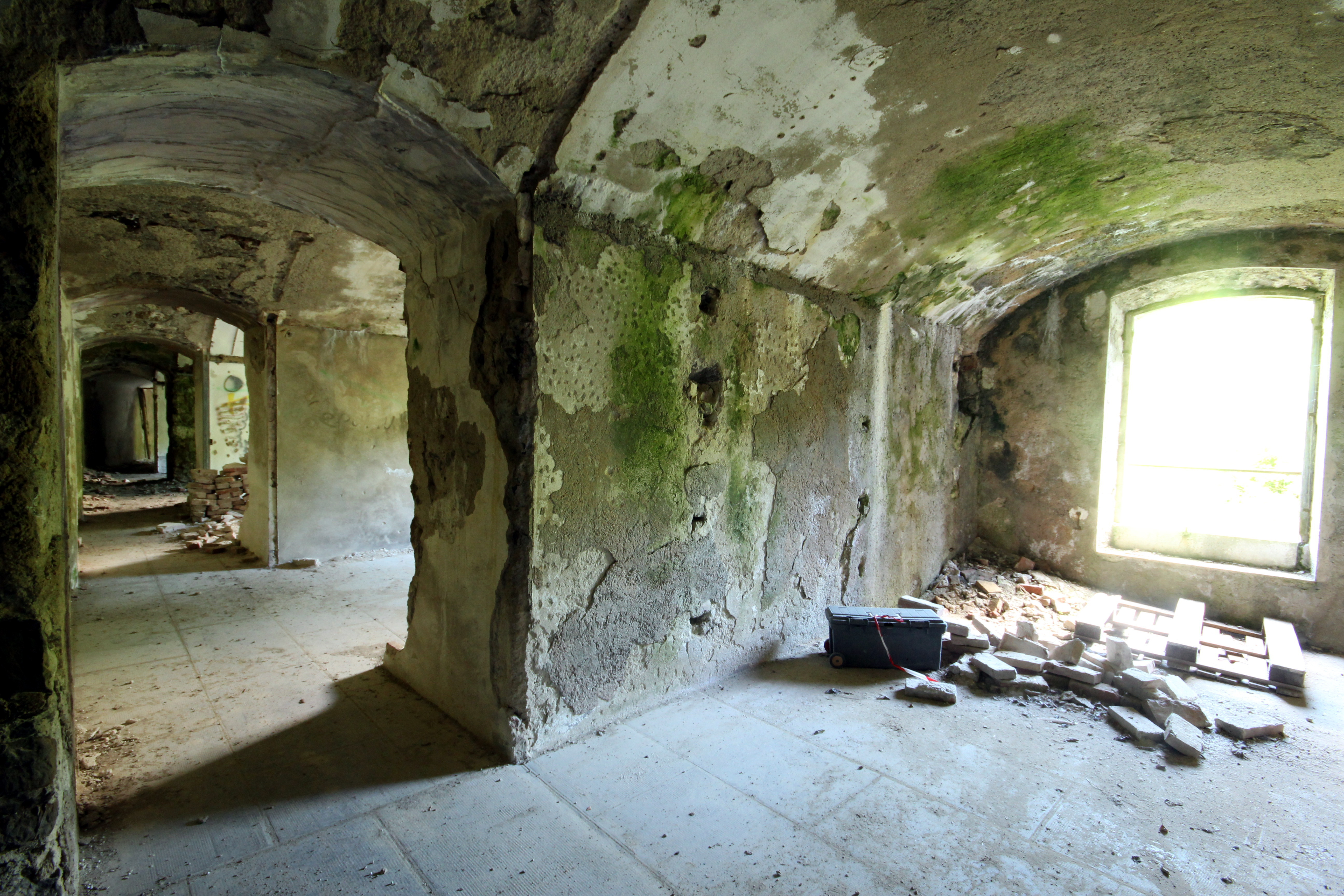
L'arrière des chambrées du fort.
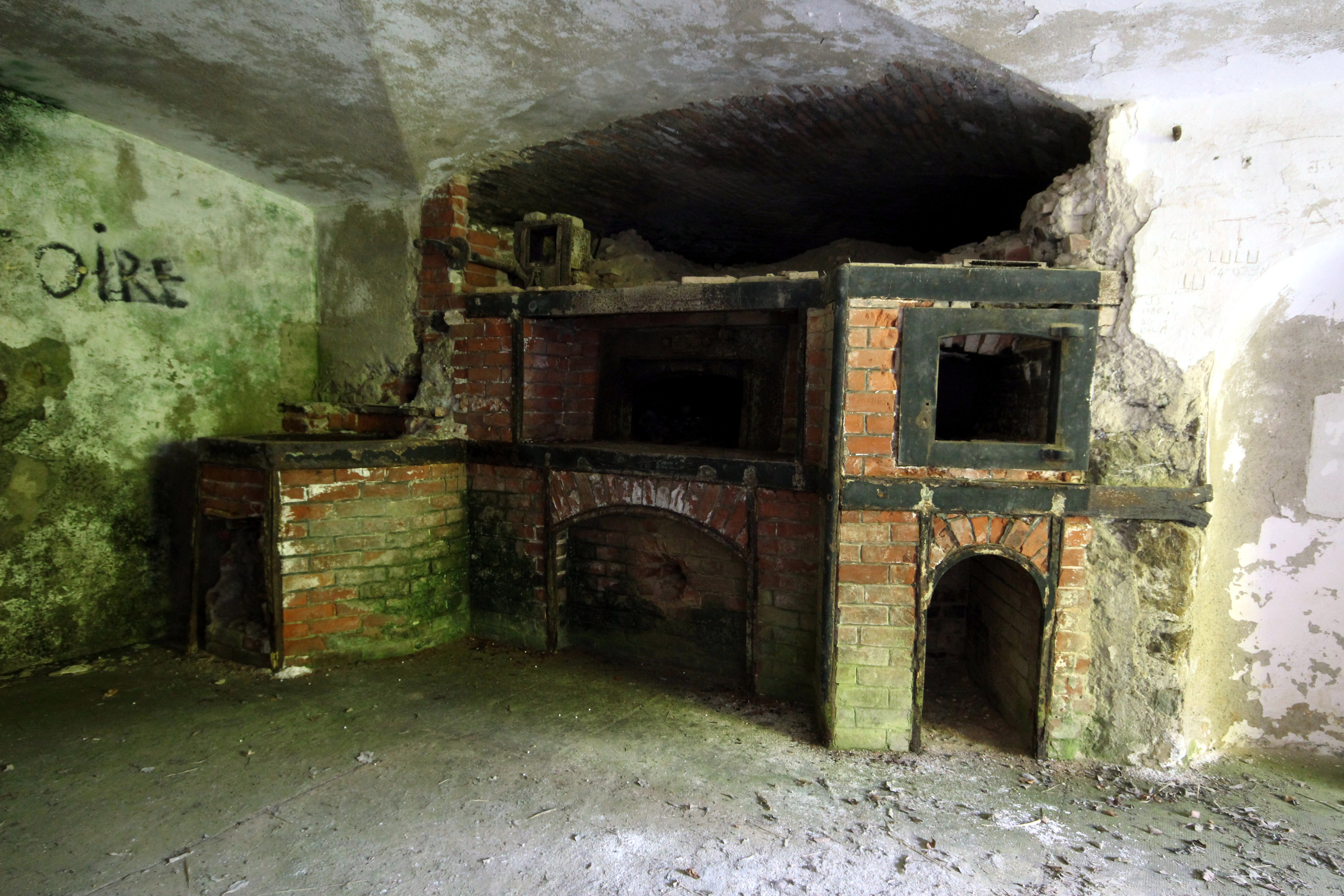
Le four à pain du fort.
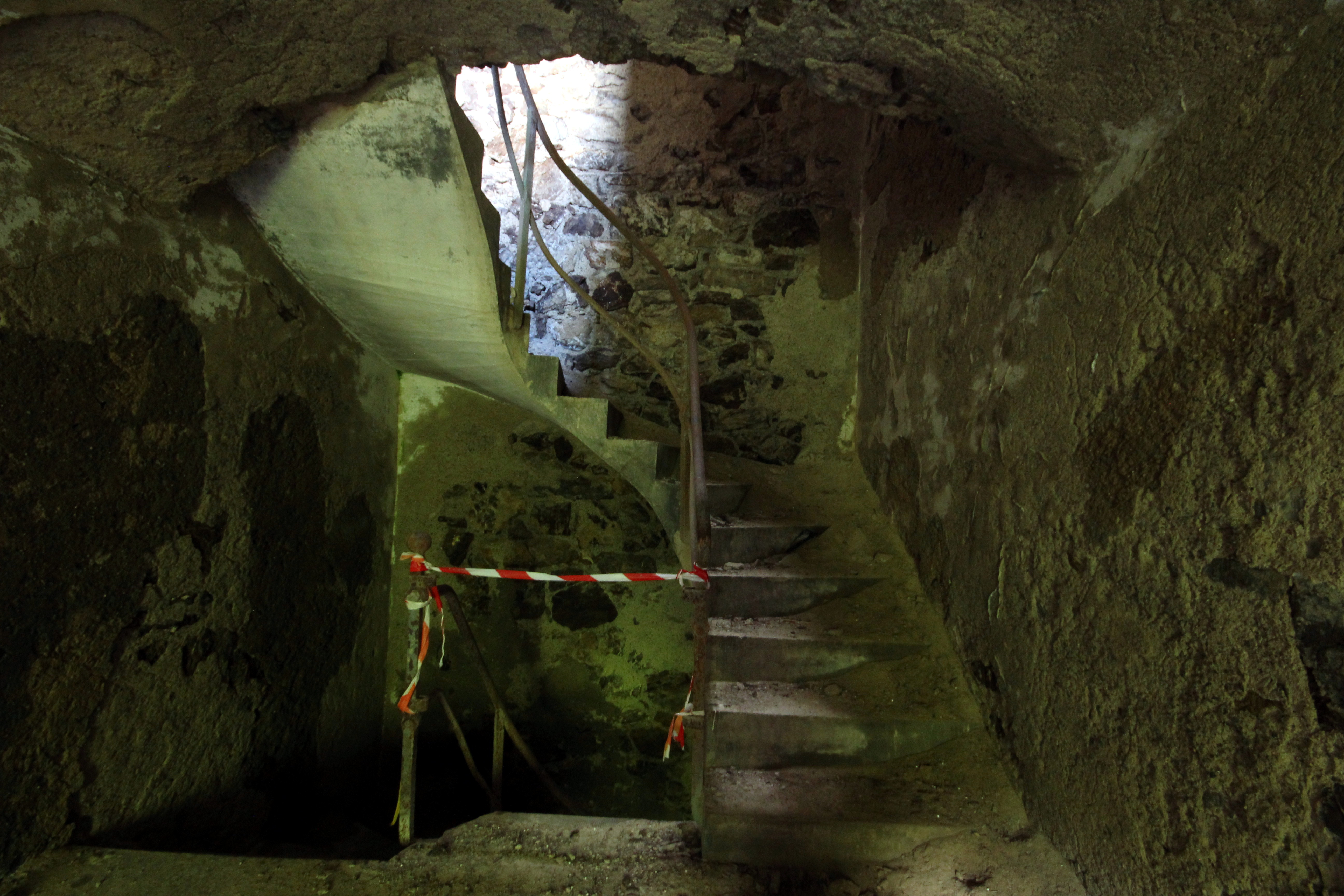
Un escalier du fort.
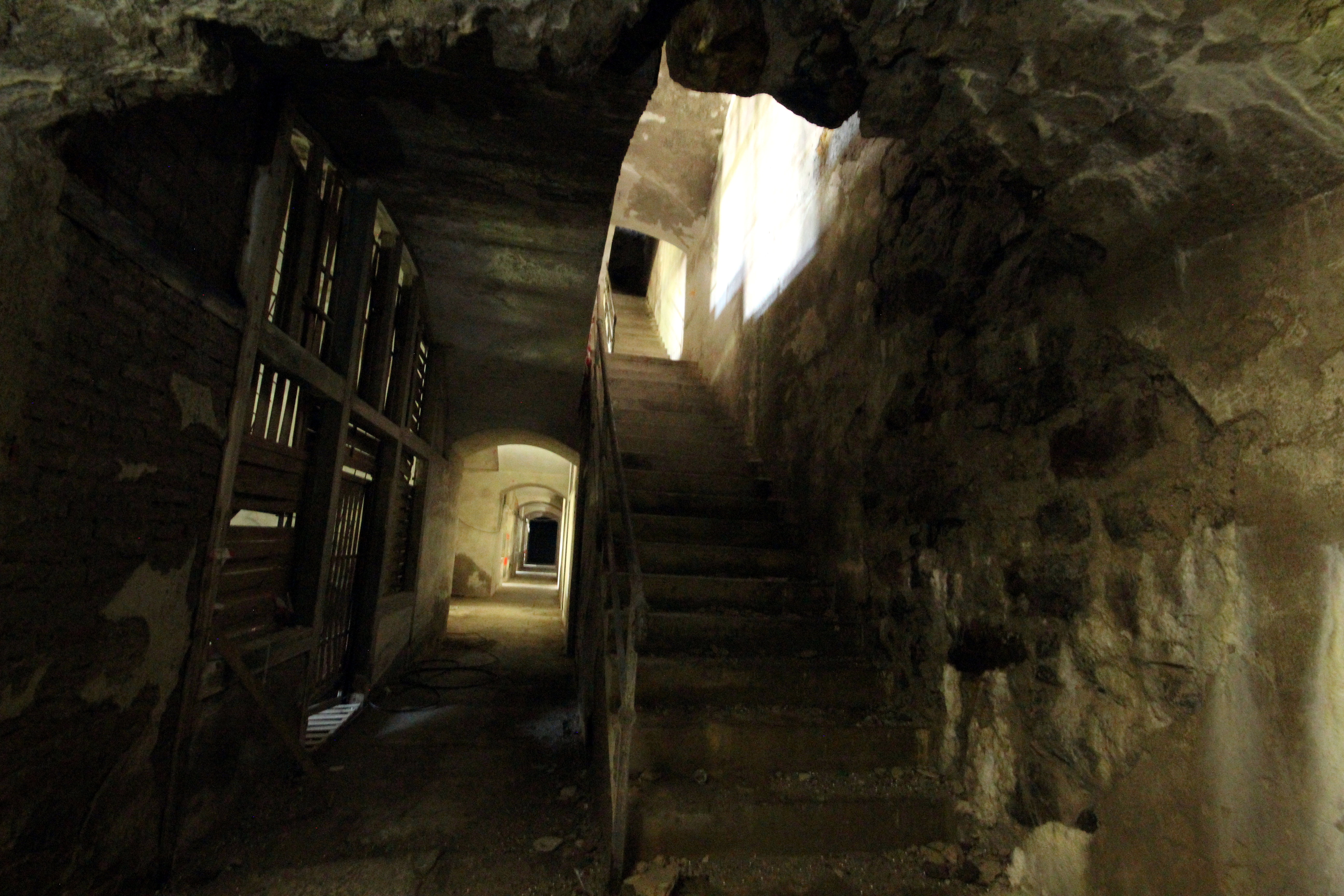
Un escalier du fort.
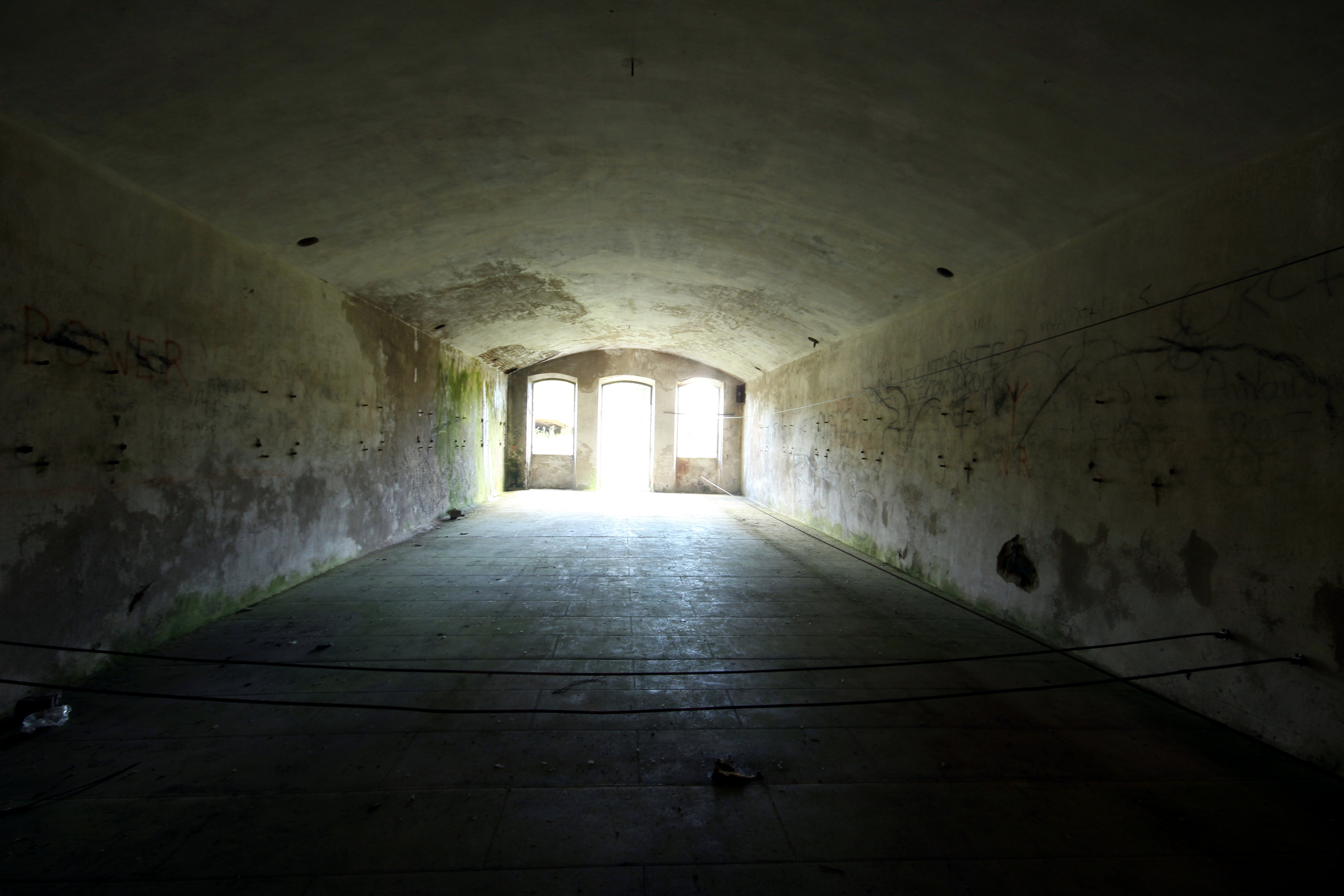
Une chambrée du fort.
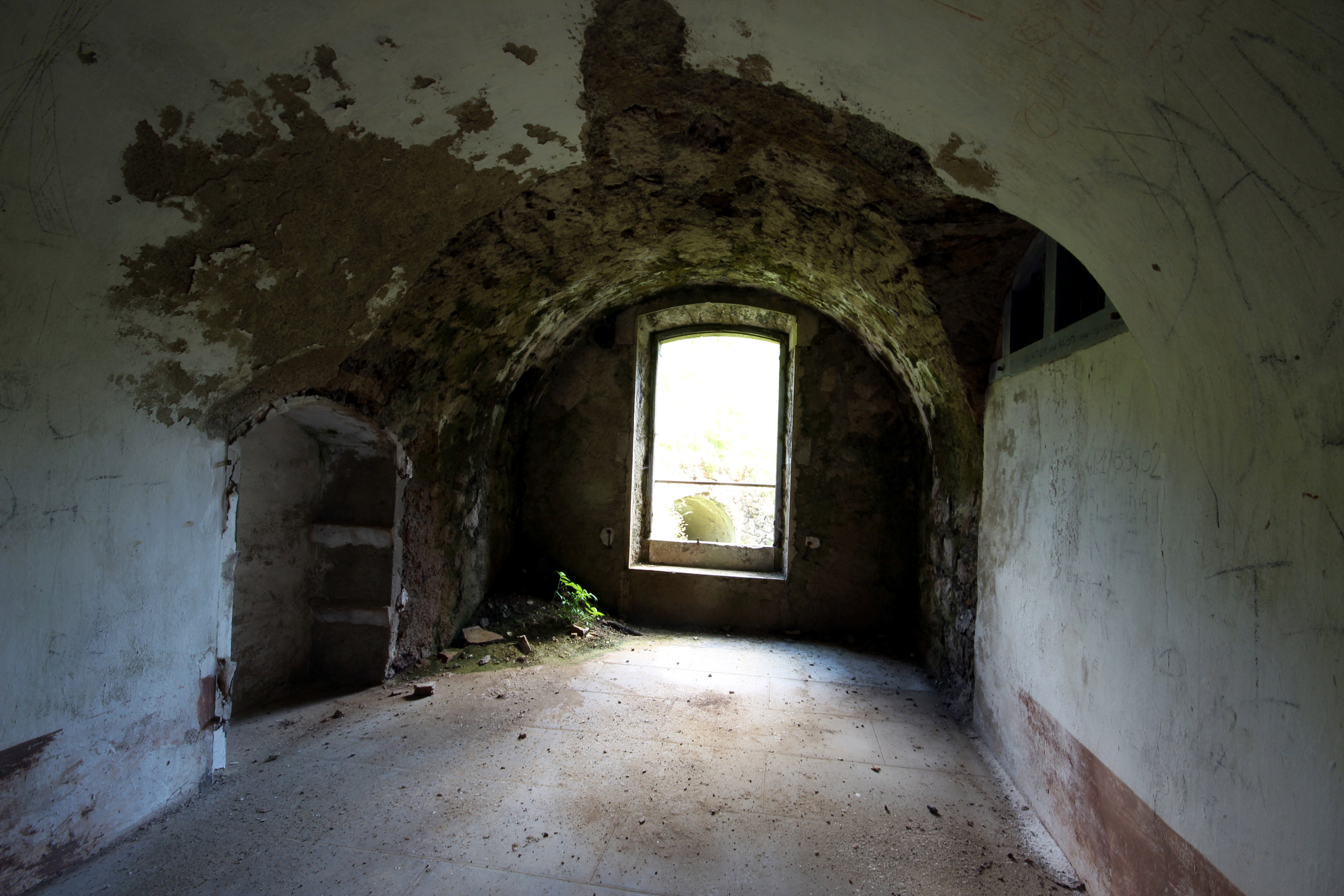
Une chambrée du fort.
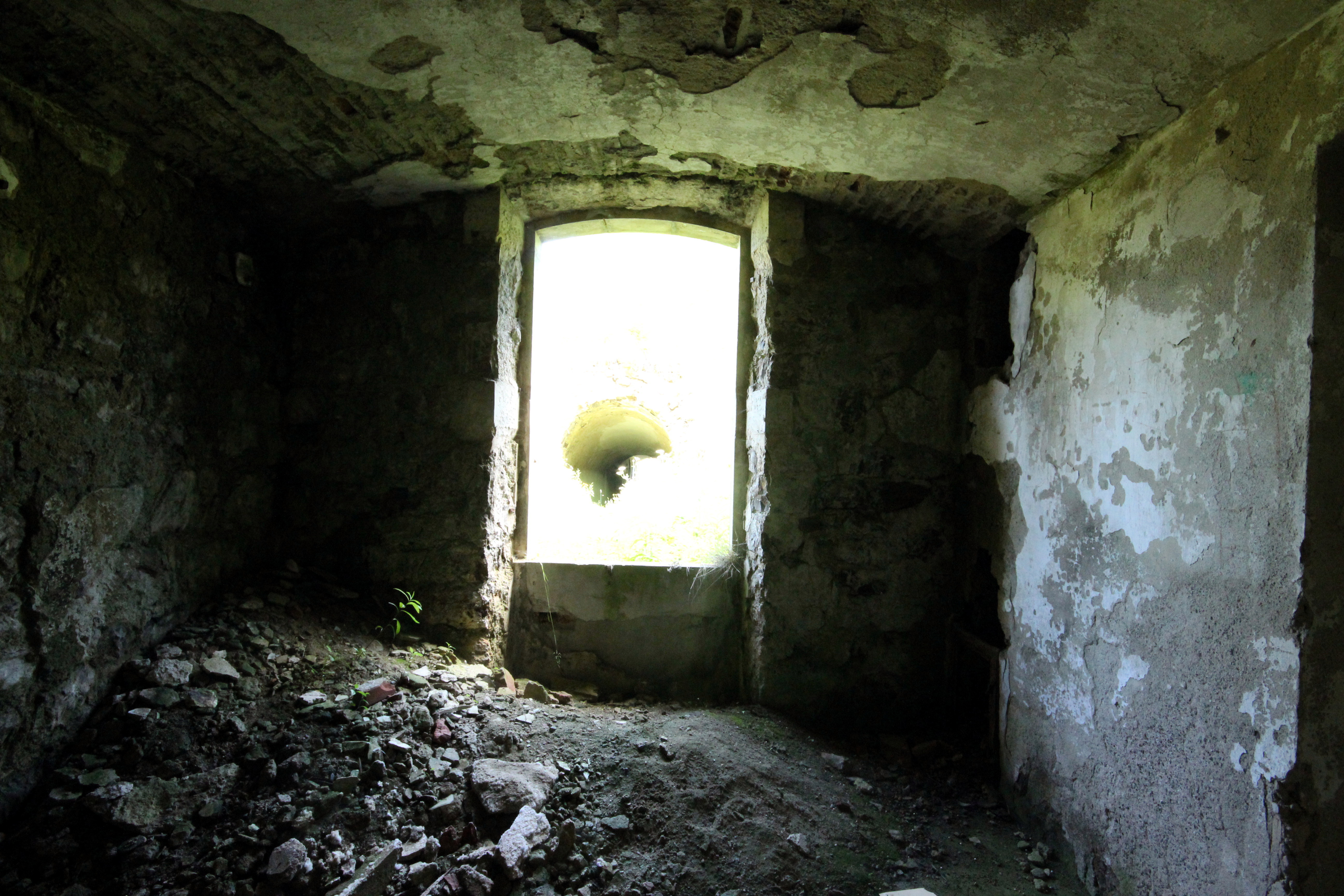
Une chambrée du fort.
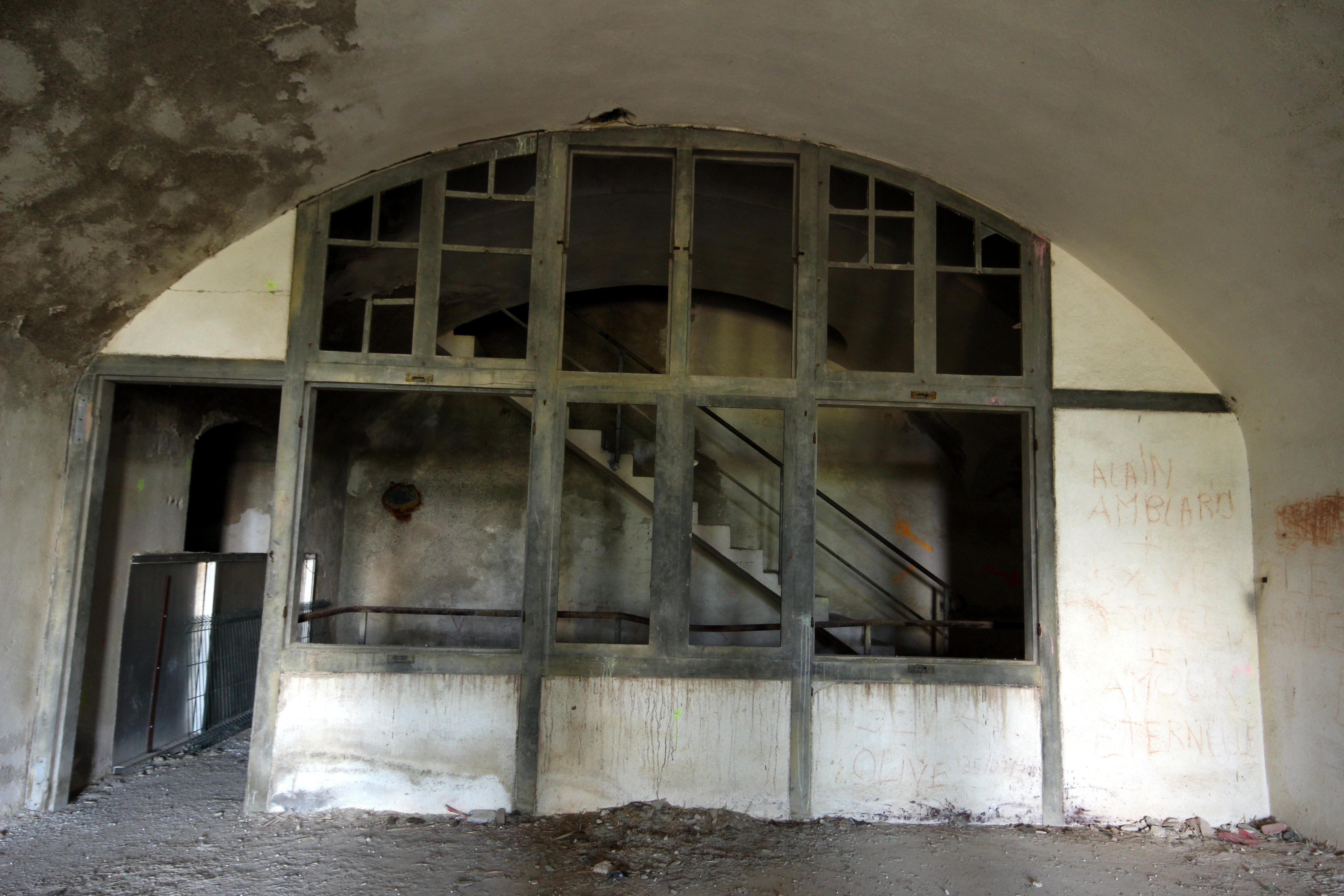
Détail d'une chambrée du fort.
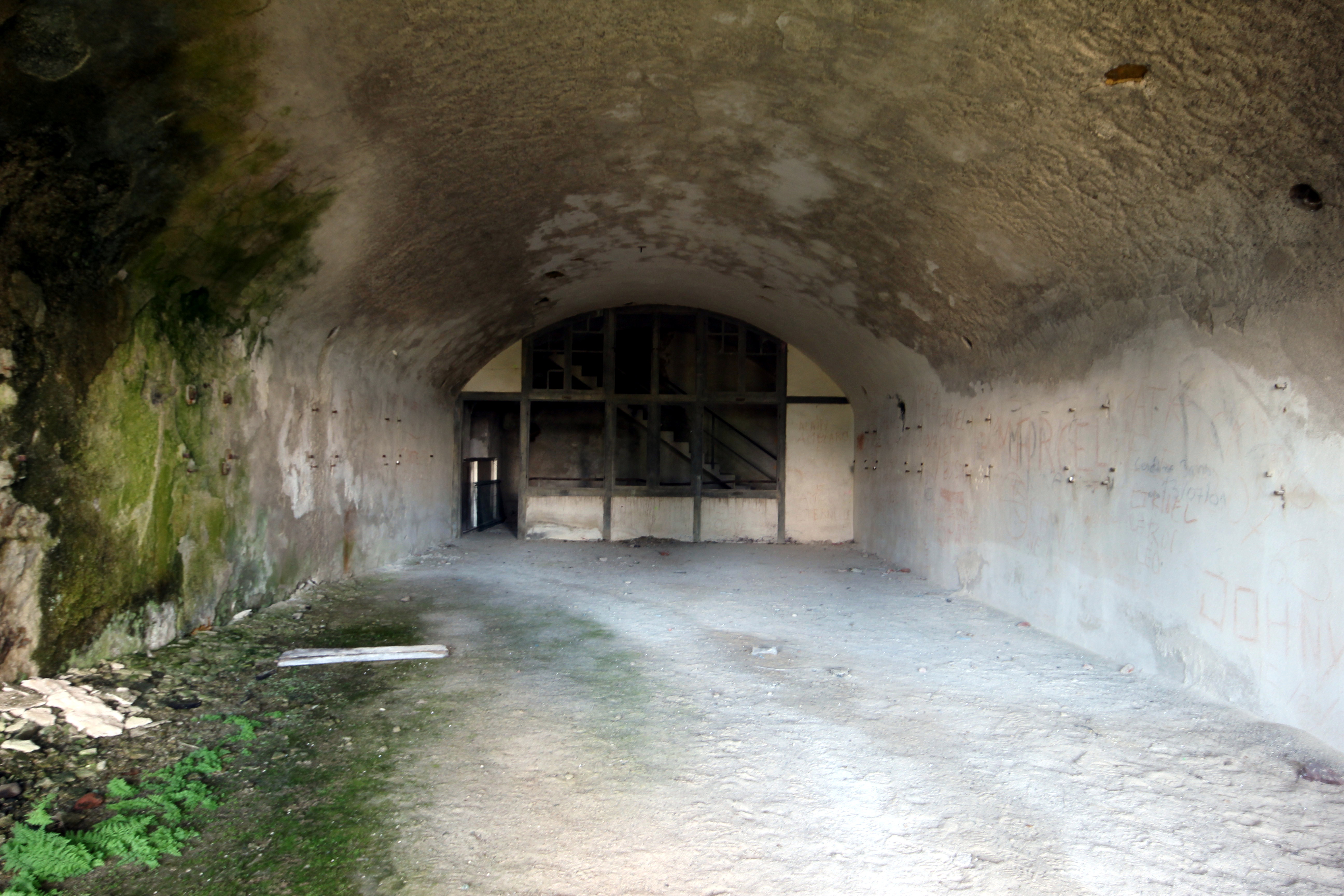
Une chambrée du fort.
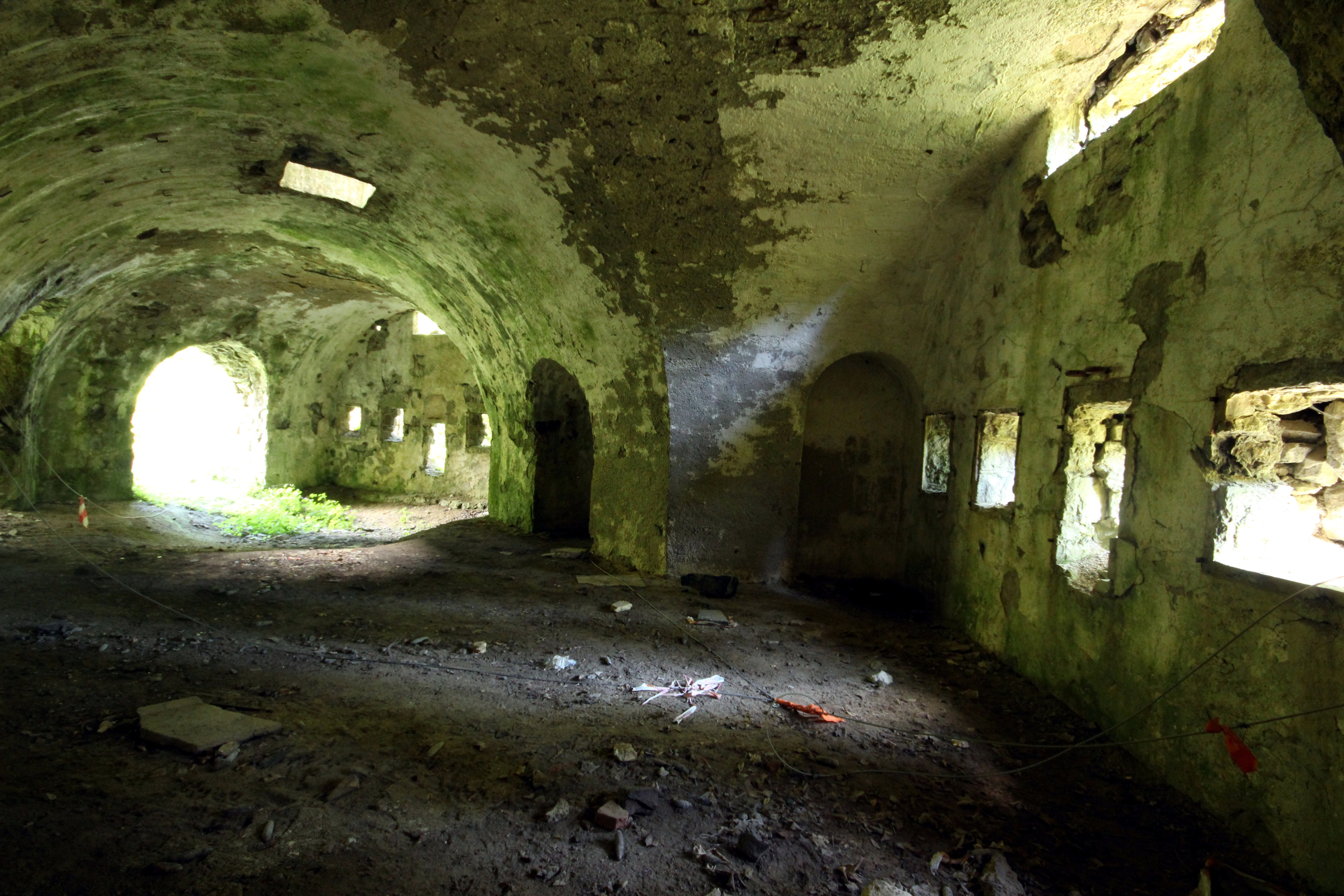
L'intérieur d'une caponnière du fort.
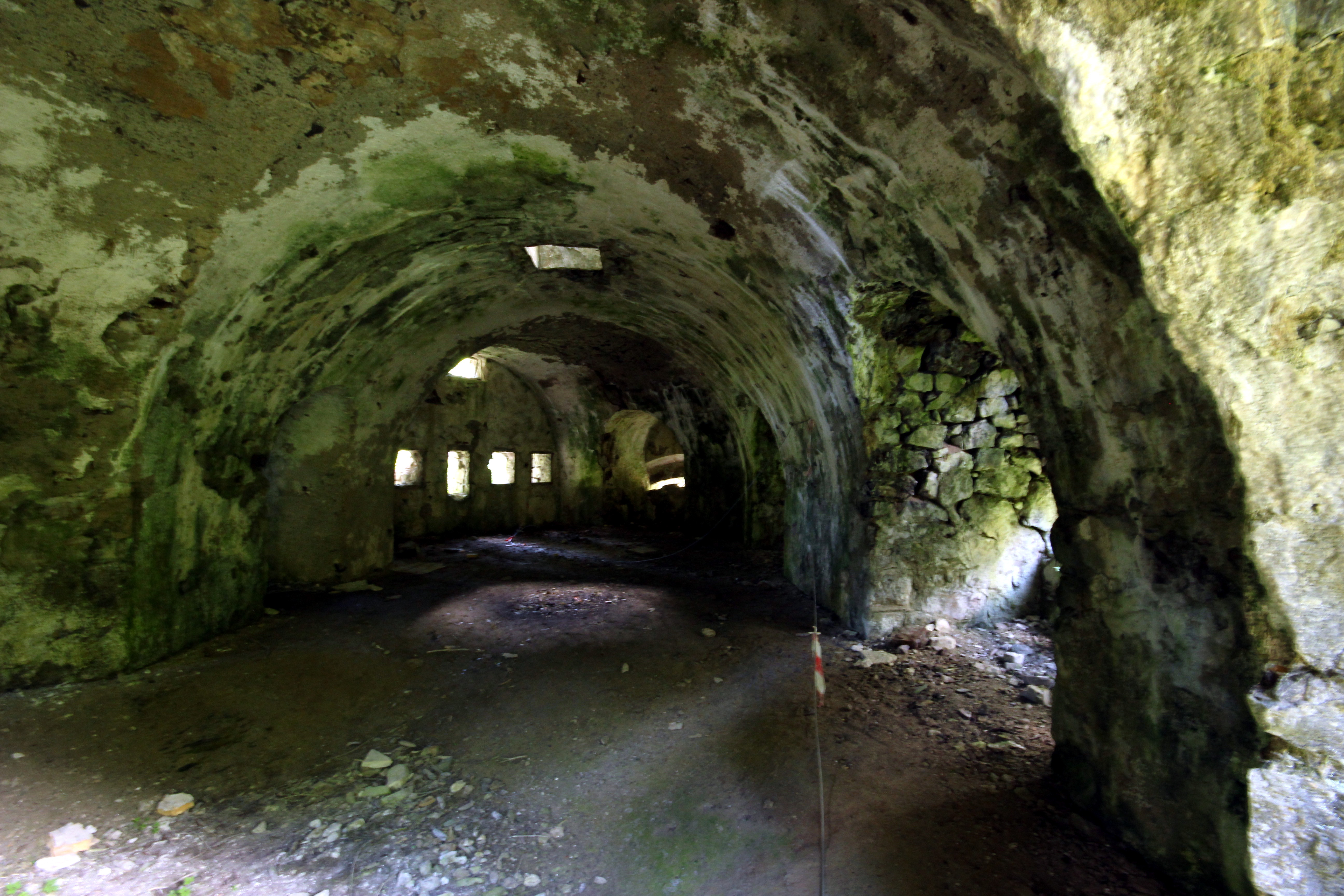
L'intérieur d'une caponnière du fort.
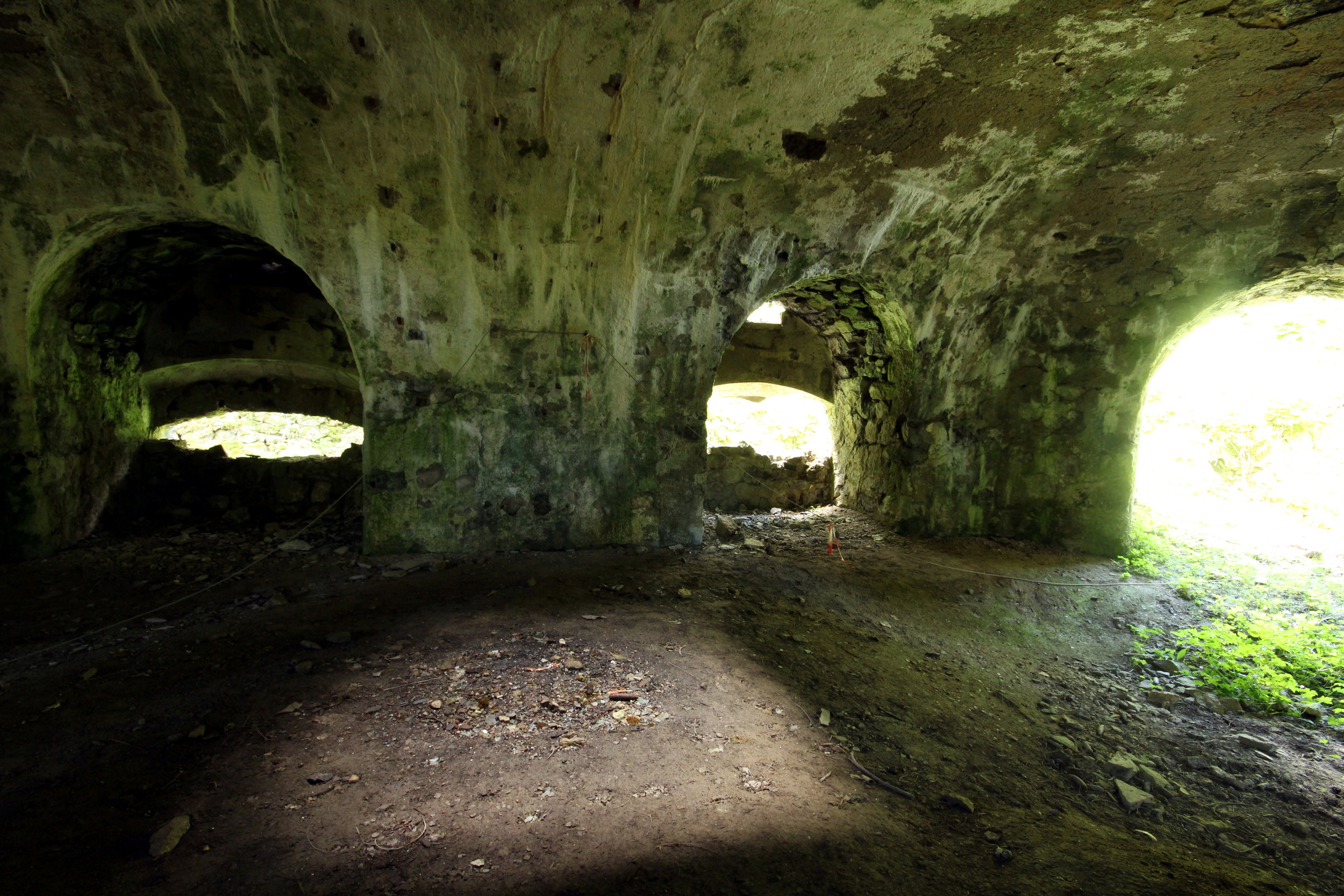
L'intérieur d'une caponnière du fort.
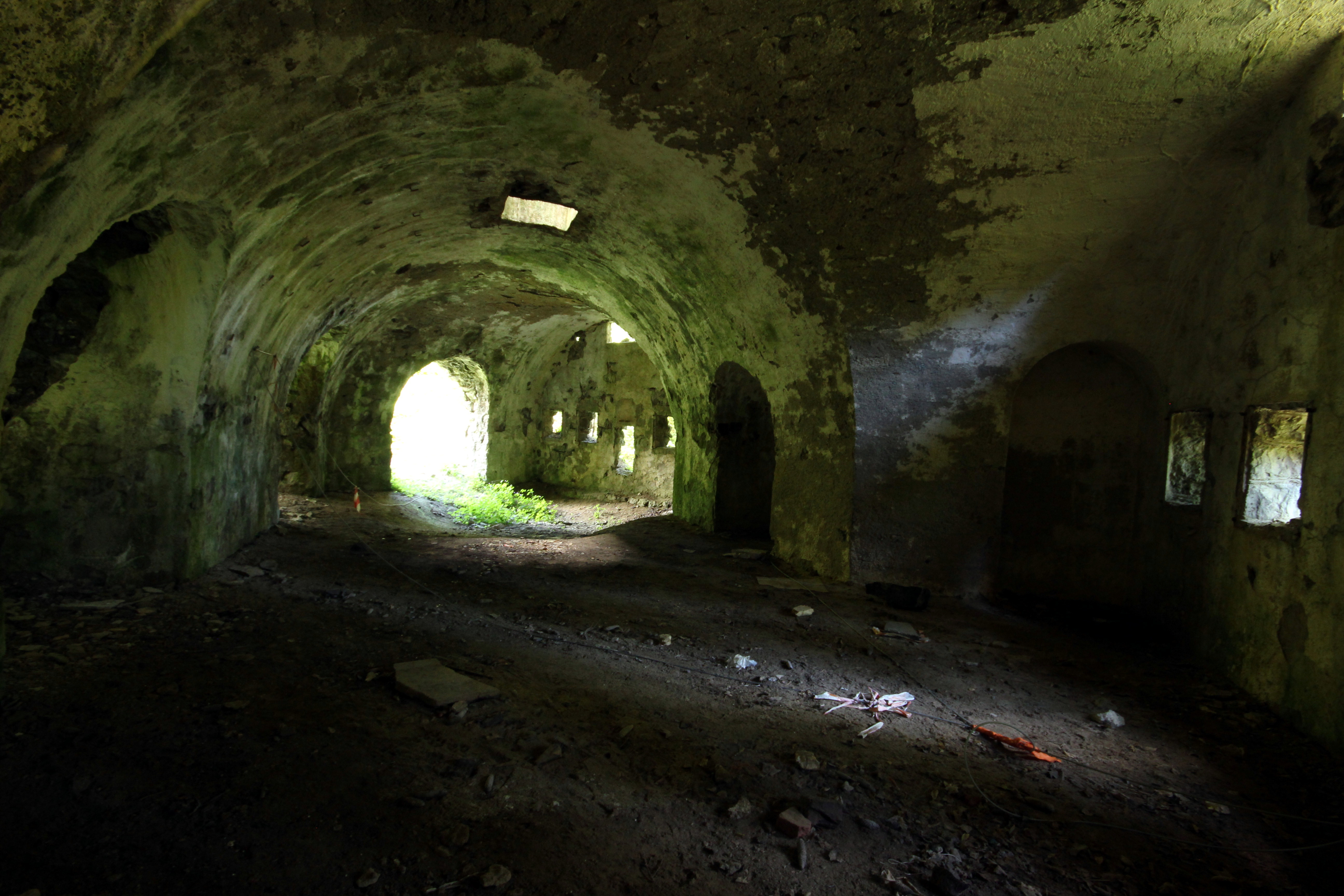
L'intérieur d'une caponnière du fort.